# لويس لوسا
لويس لوسا (بالإسبانية: Luis Llosa)‏ (و. 1951  م) هو مخرج أفلام بيروفي، ولد في ليما.

## التعليم
تعلم في كلية ماركهام ‏
.

## وصلات خارجية
- لويس لوسا على موقع IMDb (الإنجليزية)
- لويس لوسا على موقع روتن توميتوز (الإنجليزية)
- لويس لوسا على موقع ألو سيني (الفرنسية)
- لويس لوسا على موقع أول موفي (الإنجليزية)
- لويس لوسا على موقع قاعدة بيانات الأفلام السويدية (السويدية)
- لويس لوسا على موقع إن إن دي بي (الإنجليزية)
- لويس لوسا على موقع قاعدة بيانات الفيلم (الإنجليزية)
- لويس لوسا على موقع كينوبويسك (الروسية)